# Chó Broholmer
Chó Broholmer, còn được gọi là Chó Mastiff Đan Mạch, là một giống chó Molosser kích cỡ lớn của Đan Mạch, được công nhận bởi Câu lạc bộ Chăm sóc Chó Đan Mạch và Fédération Cynologique Internationale. Nó đã được sử dụng như một giống chó bảo vệ nhà của những người giàu có. Số lượng chó giống này bị suy giảm trầm trọng trong Thế Chiến II, nhưng giống chó này sau đó đã được phục hồi thành công trong những năm 1970.

## Lịch sử
Giống chó Broholmer được tạo ra từ việc lai giống giữa Chó Mastiff và chó địa phương ở Đức và được đặt tên theo Sehested of Broholm, một người quản lý rừng cấm săn bắn sống trong thế kỷ XVIII. Trong Chiến tranh thế giới thứ hai, Broholmer trở thành nạn nhân của vụ xung đột và gần như đã tuyệt chủng, nhưng được cứu bởi một nhóm những người đam mê chó Đan Mạch sau khi các cá thể bị cô lập được tìm thấy vào những năm 1970. Vua Frederick VII và phối ngẫu của ông, Nữ bá tước Danner là chủ sở hữu của một số con chó giống Broholmer và một trong những bức chân dung của họ đã mô tả một trong những con chó của họ. Loài này được thành lập vào đầu thế kỷ XIX và với độ phổ biến vừa phải, đặc biệt là một giống chó bảo vệ nhà giàu Đan Mạch. Giống chó này được nhập khẩu vào Anh trong năm 2009 và được đưa vào danh sách câu lạc bộ Chăm sóc Chó Anh nhập khẩu.